# Нижняя Коя
Нижняя Коя — деревня в Шушенском районе Красноярского края. Входит в состав Казанцевского сельсовета.

## География
Расположена на правом берегу реки Енисей, вблизи места впадения в неё реки Кои. Абсолютная высота — 275 метров над уровнем моря.
Климат
Климат характеризуется как резко континентальный, с продолжительной морозной зимой и коротким тёплым летом. Средняя температура воздуха самого тёплого месяца (июля) составляет 18,8 °C; самого холодного (января) — −18,5 °C. Среднегодовое количество атмосферных осадков составляет 474 мм. Безморозный период в среднем длится 117 дней.

## История
В 1926 году в деревне Нижняя Коя (Старая Коя) имелось 168 хозяйств и проживало 863 человека (413 мужчин и 450 женщин). В национальном составе населения того периода преобладали русские. Действовали школа I ступени и лавка общества потребителей. В административном отношении являлась центром Нижне-Коянского сельсовета Минусинского района Минусинского округа Сибирского края.

## Население
| 2010 |
| ---- |
| 303  |

Половой состав
По данным Всероссийской переписи населения 2010 года в гендерной структуре населения мужчины составляли 47,9 %, женщины — соответственно 52,1 %.
Национальный состав
Согласно результатам переписи 2002 года, в национальной структуре населения русские составляли 97 % из 370 чел.